# Empis salicina
Empis salicina är en tvåvingeart som beskrevs av Lioy 1864. Empis salicina ingår i släktet Empis och familjen dansflugor.
Artens utbredningsområde är Italien. Inga underarter finns listade i Catalogue of Life.